# National Association of Base Ball Players
A National Association of Base Ball Players (NABBP) foi a primeira organização administrando o beisebol americano. A primeira convenção de dezesseis clubes da área de Nova Iorque em 1857 praticamente encerrou a era do New York Knickerbockers (o primeiro time jogando com regras similares ao beisebol atual), quando esse clube deliberava privadamente sobre as regras do jogo. A última convenção, com centenas de membros representados apenas por associações estaduais, estabeleceu associações profissionais e amadoras separadas em 1871. A bem sucedida National Association of Professional Base Ball Players é considerada a primeira liga profissional de esportes; até 1875 administrou o beisebol profissional e praticamente definiu as regras de jogo para todos. Como o sucessor amador nunca atraiu muitos membros e os convocou apenas algumas vezes, a NABBP às vezes é chamada de a "associação amadora" em contraste com seu sucessor profissional.
Além das regras do jogo e sua própria organização, a Associação administrou os placares oficiais (relatório), o campeonato, o amadorismo e a integridade do jogo (evitando a combinação de resultados). Isso permitiu o profissionalismo apenas nas temporadas de 1869 e 1870. Em seu encontro em dezembro de 1867, o comitê de regras votou unanimemente para barrar qualquer clube "composto de uma ou mais pessoas de cor".

## Crescimento
Antes da Guerra Civil Americana, o beisebol competia pelo interesse público com o críquete e variantes regionais do próprio beisebol, notavelmente o town ball jogado na Filadélfia e o Massachusetts Game jogado na Nova Inglaterra. Nos anos 1860, ajudado pela Guerra, o beisebol com a chamada Regras Knickerbocker se tornou um jogo nacional e a NABBP, com seu corpo administrativo, se expandiu em uma verdadeira organização nacional, embora a maioria dos clubes mais fortes permaneciam na cidade de Nova Iorque, Brooklyn e Filadélfia. No final de 1885, quase 100 clubes eram membros da organização. Por volta de 1867, tinha mais de 400 membros, incluindo alguns clubes de cidades distantes como São Francisco e Louisiana. Por causa deste crescimento, organizações regionais e estaduais começaram a assumir um papel mais proeminente no controle do esporte. A explosão de popularidade do beisebol, entretanto, não estava confinada a NABBP, ujo núcleo se encontrava nas proximidades da cidade de Nova Iorque; havia milhares de clubes do beisebol organizado em todo os Estados Unidos por volta de 1870, a maioria dos quais não eram membros da Associação. Por exemplo, à  beira do início da Guerra Civil havia não menos do que sete times de beisebol na distante New Orleans, nenhum dos quais pertencentes à NABBP; uma tabulação do historiador Richard Herschberger aparece com mais de 900 clubes de beisebol em 1860, em ano cujos membros da Associação constavam apenas 60.

## Profissionalismo
A NABBP foi inicialmente estabelecida sob os princípios do amadorismo. Entretanto, mesmo no início da sua história algumas estrelas do esporte, tais como James Creighton do Excelsior of Brooklyn, recebiam compensação, ou secretamente ou indiretamente. Em 1866, a NABBP investigou o Athletic of Philadelphia por pagar três jogadores incluindo Lip Pike, mas em última instância, não tomou nenhuma ação contra o clube ou os jogadores. Para abordar esta prática crescente e para restaurar a integridade do jogo, em sua reunião de dezembro de 1868, a NABBP estabeleceu uma categoria profissional para a temporada de 1869. Os clubes que desejavam pagar jogadores agora podiam se declarar profissionais.
O Cincinnati Red Stockings foi o primeiro a se declarar profissional e estava entre os mais agressivos em recrutar os melhores jogadores disponíveis. Doze, incluindo a maioria dos clubes mais fortes da NABBP, finalmente se declararam profissionais para a temporada de 1869.
O conflito surgiu, no entanto, entre interesses amadores e profissionais. Questões importantes incluíam como o campeonato seria decidido e a regulação de jogadores que pulavam de um time para outro. Como resultado, em 1871 a maioria dos principais clubes profissionais se separaram para fundar a  National Association of Professional Base Ball Players. A NABBP continuou por aproximadamente dois anos mas agora diminuído antes de se separar em organizações estatais e regionais.

## Membros
Ao contrário do nome da organização, os membros da NABBP eram clubes, não jogadores. Geralmente os clubes se juntavam à associação e mantinham a adesão enviando delegados à convenção anual, geralmente no dezembro anterior (o ancestral do chamado Winter Meetings). A associação mediada por associações estaduais foi introduzida apenas após dez anos; então dezenas de clubes de estados distantes (ou até mesmo Nova Jérsei) poderiam se juntar e permanecer na NABBP organizando uma associação estadual cujos delegados participariam da reunião nacional.
O número de clubes na convenção, e assim na associação, cresceu de 16 para 25 e daí para 50 na primavera de 1859. Esta lista dá os nomes dos dezesseis que se reuniram em 1857 seguido pelos três membros posteriores que sobreviveram para ser membros fundadores da National League em 1876; nenhum dos dezesseis conseguiram.
- Brooklyn: Brooklyn Atlantics (1870, profissional), Brooklyn Bedford (1857), Brooklyn Continental (1863), Brooklyn Eckfords (1870, profissional), Brooklyn Excelsior (to 1870, amador), Brooklyn Harmony (1857), Brooklyn Nassau (to  1859), Brooklyn Olympic (1857 and 1859), Brooklyn Putnam (to 1862)
- Morrisania (agora no Bronx): Union (1870, profissional) --isto é, o Union of Morrisania
- New York: New York Baltic (1863 e posterior?), New York Eagle (1869?), New York Empire (1869), New York Gotham (1870, amador), New York Harlem (1869?), New York Knickerbocker (1868?) --que entraria na história como o New York Knickerbockers
- New York Mutuals (1858–1870, profissional)
- Philadelphia Athletic (1861–1870, profissional)
- Chicago White Stockings (1870, profissional)

## Campeões

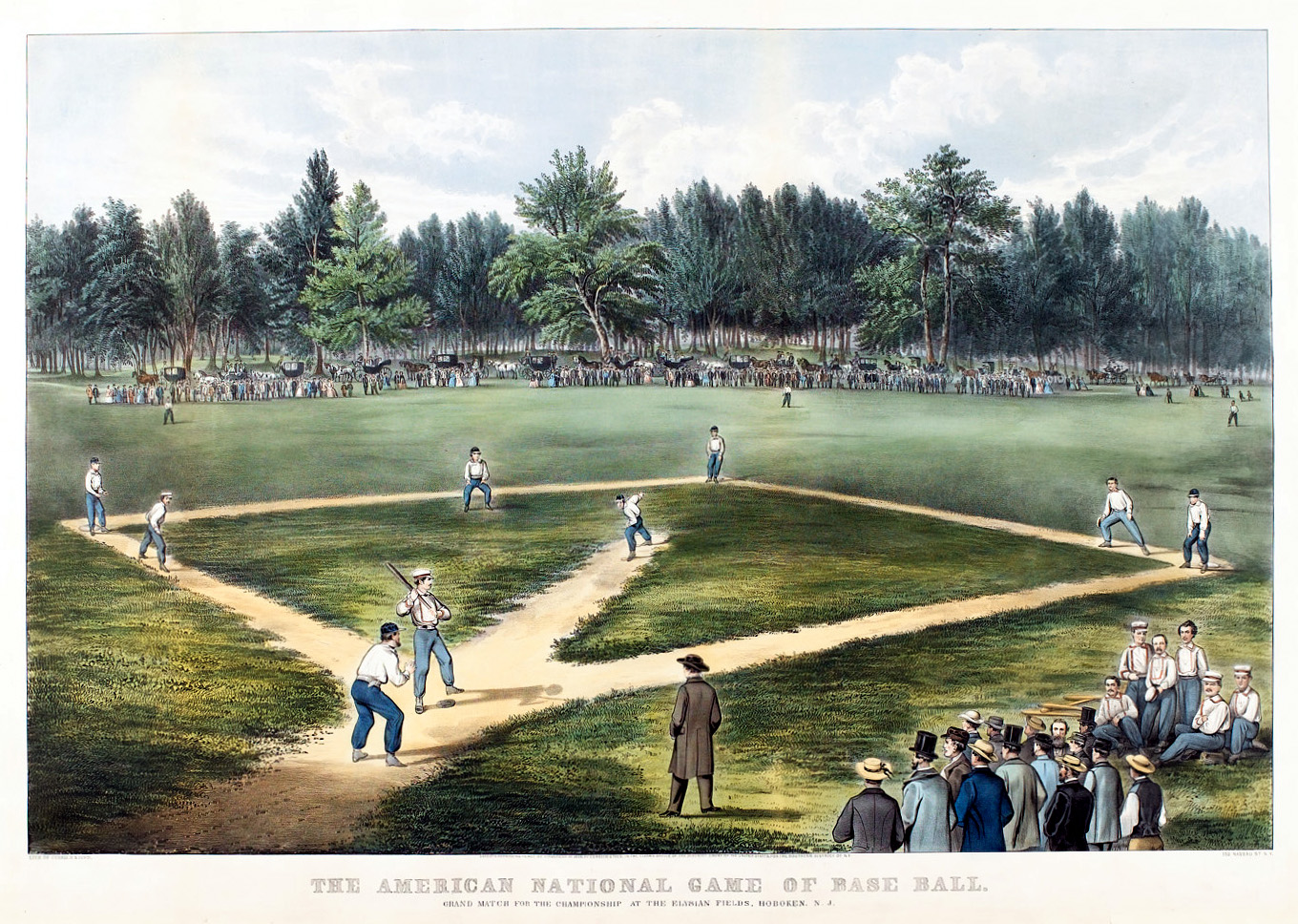
Primeiro jogo do campeonato de 1865 entre o Atlantic e o Mutual, jogado em Elysian Fields (Litografia de Currier & Ives).

- 1859 - Atlantic of Brooklyn
- 1860 - Atlantic of Brooklyn
- 1861 - Atlantic of Brooklyn
- 1862 - Eckford of Brooklyn
- 1863 - Eckford of Brooklyn
- 1864 - Atlantic of Brooklyn
- 1865 - Atlantic of Brooklyn
- 1866 - Atlantic of Brooklyn
- 1867 - Union of Morrisania
- 1868 - Mutual of New York
- 1869 - Atlantic of Brooklyn
- 1870 - Chicago White Stockings

## Times com mais vitórias
A lista com vitórias-derrotas-empates a seguir compilada por Marshall Wright (2000) não está consistentemente limitada aos jogos entre membros da  NABBP.
- 1857 - Atlantic (Brooklyn, Nova Iorque) 7–1–1
- 1858 - Mutual (Nova Iorque) 11–1
- 1859 - Excelsior (Brooklyn, Nova Iorque) 12–3
- 1860 - Excelsior (Brooklyn, Nova Iorque) 18–2–1
- 1861 - Mutual (Nova Iorque) 8–2
- 1862 - Eckford (Brooklyn, Nova Iorque) 14–2
- 1863 - Eckford (Brooklyn, Nova Iorque) 10–0
- 1864 - Atlantic (Brooklyn, Nova Iorque) 20–0–1
- 1865 - Atlantic (Brooklyn, Nova Iorque) 18–0
- 1866 - Union (Morrisania, Nova Iorque) 25–3
- 1867 - Athletic (Filadélfia, Pensilvânia) 44–3
- 1868 - Athletic (Filadélfia, Pensilvânia) 47–3
- 1869 - Cincinnati (Cincinnati, Ohio) 57–0
- 1870 - Mutual (Nova Iorque) 68–17–3

## Legado
O Chicago Cubs, que jogou sua primeira temporada na NABBP em 1870 como Chicago White Stockings, é o único time sobrevivente da NABBP. Embora o atual Cincinnati Reds reivindique que a linhagem do Cincinnati Red Stockings foi a primeira equipe totalmente profissional do beisebol, o moderno Reds não começaram a jogar até 1882, doze anos após a falência do Red Stockings. Metade da equipe de Cincinnati, incluindo sua propriedade, iniciou um novo time em Boston em 1871 que por fim se tornou o Atlanta Braves, embora este time tenha se formado na National Association of Professional Base Ball Players no início. Outro time que reivindica a linhagem da NABBP é o Buffalo Bisons, atualmente um time das ligas menores que conta com o clube de Niagara como predecessor; assim como na situação do Cincinnati, os Bisons não operaram continuamente, pois a equipe não jogou por oito temporadas nos anos 1970.